# 佐々木敬之介
佐々木 敬之介（ささき けいのすけ、1973年11月30日 - ）は、カスタムバイクビルダー、アーティスト。ニューヨーク在住。英語圏での通称はkeino sasaki。

## 略歴
1973年11月30日、愛知県大府市で生まれる、が1歳から大学を卒業するまで福岡で育ったため福岡出身と自身は公言している。福岡県立筑紫高等学校、福岡大学人文学部歴史学科卒業後、1998年に渡米、その後2000年ニューヨークでインディアン・ラリーと出会う。
インディアンラリーとともにディスカバリーチャンネル人気番組、バイカービルドオフ(The Great Biker Build Off)などに多数出演。全国ネットのテレビを通して今まで一般には知られていなかった金属加工や塗装技術、機械技術やその歴史を紹介しアートとしてのカスタムバイクを一般に認知する事に大きく貢献する。
2006年には米雑誌などが主催協賛するViqe　Bikers Ball にてパートナーであるポールコックスとともに、Builders of　the Year を受賞する。日本人としては初めてであった。
2006年12月には横浜で行われたムーンアイズジャパン主催によるホットロッドカスタムショーに日本人初の海外ゲストとして帰国を果たす。
2008年。独立しKeino Cycles をニューヨーク、ブルックリンに設立。今に至る。

## メディア出演

### TV系
- 2003年 米ディスカバリーチャンネル バイカービルドオフ インディアンラリーVSポールヤフィー
- 2003年 米ディスカバリーチャンネル バイカービルドオフ インディアンラリーVSビリーレーン
- 2004年 米ディスカバリーチャンネル バイカービルドオフ インディアンラリーVSモンド
- 2004年 米スピードチャンネル ライドオン/Ride on
- 2004年 米ディスカバリーチャンネル バイカービルドオフ インディアンラリートリビュート
- 2005年 米ディスカバリーチャンネル バイカービルドオフ アルティメット チョップ
- 2005年 米スピードチャンネル アメリカンサンダー
- 2007年 米ディスカバリーチャンネル バイカービルドオフ ポール&ケイノVSトレベリーン 2月放映予定

### DVD系
- 2005年 S&S オールドスクールショベルヘッドツアー/Old School Shovelhead tour DVD

### 出版、雑誌系
- 2003年1月号 カスタムマシーン/Kustom Machine 作品、インタビュー スペイン
- 2004年3月号 バイブス/Vibes インタビュー 日本
- 2004年 vol10 ハードコアチョッパー/Hardcore Chopper インタビュー 日本
- 2006年1月号 バイブス/Vibes インタビュー 日本
- 2006年6月号 アイアンホース/Ironhorse インタビュー アメリカ
- 2006年6月 vol09 バイキチ/baikichi インタビュー 日本
- 2006年 vol20 ハードコアチョッパー/Hardcore Chopper 表紙巻頭特集 インタビュー 日本
- 2006年7月号 vol46 カスタム/kustom 作品、インタビュー フランス
- 2006年12月号 vol180 フリーウェイ/Freeway 作品、インタビュー フランス
- 2007年1月号 ホットロッドバイクワークス/Hotrod Bikeworks 表紙、作品インタビュー アメリカ
- 2009年9月号 HotBike Japan issue.109　[HE's NUTS ON HIS BIKE]　インタビュー　アメリカ

### プロモーション
- 2005年 イージーライダース センターフォールドツアー/Easyriders Centerfold tour
- 2005年 S&S オールドスクール ショベルヘッドツアー/Old School Shovelhead tour
- 2006年 イージライダース センターフォールドツアー/Eayriders Centerfold tour
- 2006年 ハードロックホテル ロードハウスツアー/Hordrock hotel Roadhouse tour
- 2006年 ムーンアイズジャパン ホットロッドカスタムショー/Mooneyes Hotorod custom show 招待ゲスト